# 1997–1998-as magyar férfi vízilabdakupa
Az 1997–1998-as magyar férfi vízilabdakupa, szponzorált nevén a Medicor Magyar Kupa, a hetvenkettedik kiírás volt a versenysorozat történetében. A kupára tizenhat csapat nevezett. A győzelmet a Vasas szerezte meg.

## Eredmények

### Selejtező
október 17–19.
A csoport
Szeged
| Hely. | Csapat     | M | Gy | D | V | G+ | G– | Gk  | P | Továbbjutás vagy kiesés      |     | UTE | SZEG | NOV  | MAFC |
| ----- | ---------- | - | -- | - | - | -- | -- | --- | - | ---------------------------- | --- | --- | ---- | ---- | ---- |
| 1.    | Újpesti TE | 3 | 3  | 0 | 0 | 26 | 19 | +7  | 6 | Továbbjutott a negyeddöntőbe |     | —   | 9–7  | 9–7  | 8–5  |
| 2.    | Szegedi VE | 3 | 2  | 0 | 1 | 25 | 17 | +8  | 4 | Továbbjutott a negyeddöntőbe |     | 7–9 | —    | 11–4 | 7–4  |
| 3.    | Novaky     | 3 | 1  | 0 | 2 | 20 | 25 | −5  | 2 |                              |     | 7–9 | 4–11 | —    | 9–5  |
| 4.    | MAFC       | 3 | 0  | 0 | 3 | 14 | 24 | −10 | 0 |                              | 5–8 | 4–7 | 5–9  | —    |      |

B csoport
Szentes
| Hely. | Csapat                | M | Gy | D | V | G+ | G– | Gk  | P | Továbbjutás vagy kiesés      |      | BVSC | SZEN | HÓD  | CEG  |
| ----- | --------------------- | - | -- | - | - | -- | -- | --- | - | ---------------------------- | ---- | ---- | ---- | ---- | ---- |
| 1.    | BVSC                  | 3 | 3  | 0 | 0 | 52 | 19 | +33 | 6 | Továbbjutott a negyeddöntőbe |      | —    | 13–9 | 15–7 | 24–3 |
| 2.    | Szentesi VK           | 3 | 2  | 0 | 1 | 34 | 24 | +10 | 4 | Továbbjutott a negyeddöntőbe |      | 9–13 | —    | 9–8  | 16–3 |
| 3.    | Hódmezővásárhelyi VSC | 3 | 1  | 0 | 2 | 31 | 26 | +5  | 2 |                              |      | 7–15 | 8–9  | —    | 16–2 |
| 4.    | Ceglédi VSE           | 3 | 0  | 0 | 3 | 8  | 56 | −48 | 0 |                              | 3–24 | 3–16 | 2–16 | —    |      |

C csoport
Szolnok
| Hely. | Csapat            | M | Gy | D | V | G+ | G– | Gk  | P | Továbbjutás vagy kiesés      |      | VAS  | BRA   | SZOL | BER   |
| ----- | ----------------- | - | -- | - | - | -- | -- | --- | - | ---------------------------- | ---- | ---- | ----- | ---- | ----- |
| 1.    | Vasas SC          | 3 | 3  | 0 | 0 | 44 | 10 | +34 | 6 | Továbbjutott a negyeddöntőbe |      | —    | 11–1  | 16–5 | 17–4  |
| 2.    | Slavia Bratislava | 3 | 2  | 0 | 1 | 20 | 24 | −4  | 4 | Továbbjutott a negyeddöntőbe |      | 1–11 | —     | 7–6  | 12–7  |
| 3.    | Szolnoki MTE      | 3 | 1  | 0 | 2 | 30 | 34 | −4  | 2 |                              |      | 5–16 | 6–7   | —    | 19–11 |
| 4.    | Bertók SC Szentes | 3 | 0  | 0 | 3 | 22 | 48 | −26 | 0 |                              | 4–17 | 7–12 | 11–19 | —    |       |

D csoport
Kőér utca
| Hely. | Csapat          | M | Gy | D | V | G+ | G– | Gk  | P | Továbbjutás vagy kiesés      |      | FTC  | SPA  | EGER | OSC  |
| ----- | --------------- | - | -- | - | - | -- | -- | --- | - | ---------------------------- | ---- | ---- | ---- | ---- | ---- |
| 1.    | Ferencvárosi TC | 3 | 3  | 0 | 0 | 34 | 18 | +16 | 6 | Továbbjutott a negyeddöntőbe |      | —    | 8–5  | 12–9 | 14–4 |
| 2.    | Bp. Spartacus   | 3 | 2  | 0 | 1 | 31 | 17 | +14 | 4 | Továbbjutott a negyeddöntőbe |      | 5–8  | —    | 14–4 | 12–5 |
| 3.    | Egri VK         | 3 | 1  | 0 | 2 | 24 | 34 | −10 | 2 |                              |      | 9–12 | 4–14 | —    | 11–8 |
| 4.    | Orvosegyetem SC | 3 | 0  | 0 | 3 | 17 | 37 | −20 | 0 |                              | 4–14 | 5–12 | 8–11 | —    |      |

### Negyeddöntő
október 24.
| 1. csapat       | Eredmény | 2. csapat         |
| --------------- | -------- | ----------------- |
| Ferencvárosi TC | 10–7     | BVSC              |
| Újpesti TE      | 5–7      | Szegedi VE        |
| Bp. Spartacus   | 9–8      | Slavia Bratislava |
| Vasas SC        | 10–5     | Szegedi VE        |

### Elődöntő
október 25.
| 1. csapat     | Eredmény | 2. csapat       |
| ------------- | -------- | --------------- |
| Bp. Spartacus | 7–8      | Ferencvárosi TC |
| Vasas SC      | 14–9     | Szegedi VE      |

### 3. helyért
október 26.
| 1. csapat     | Eredmény | 2. csapat  |
| ------------- | -------- | ---------- |
| Bp. Spartacus | 13–5     | Szegedi VE |

### Döntő
| 1997. október 26. 12:05 | Vasas SC                                        | 6–4 | Ferencvárosi TC                                 | Komjádi uszoda Nézőszám: 1000 Játékvezetők: Kosztolánczy ifj. Juhász |
| 1997. október 26. 12:05 | (1–1, 2–2, 1–0, 2–1)                            |     |                                                 | Komjádi uszoda Nézőszám: 1000 Játékvezetők: Kosztolánczy ifj. Juhász |
| 1997. október 26. 12:05 | Regős Ár. 2 Berezvai 1 Tóth F. 1 Vári 1 Tóth L. |     | Dodog 1 Steinmetz B. 1 Steinmetz Á. 1 Matajsz 1 | Komjádi uszoda Nézőszám: 1000 Játékvezetők: Kosztolánczy ifj. Juhász |

A Vasas kupagyőztes csapatának tagjai: Berezvai Ferenc, Bíró Ákos, Felvégi Péter, Kökény Balázs, Liebhauser József, Martinovics György, Molnár Péter, Regős Ádám, Regős Áron, Szabó Gábor, Tóth László, Tóth Frank, Vári Attila, vezetőedző: Faragó Tamás